# Konrad IV. Nemški
Konrad iz dinastije Hohenstaufen je bil edini sin cesarja Friderika II. Nemškega in njegove druge žene, jeruzalemske kraljice Izabele II., * 25. april 1228, † 21. maj 1254. 
Po smrti matere kmalu po njegovem porodu je podedoval naziv jeruzalemskega kralja (Konrad II.). Leta 1235 je bil imenovan za švabskega vojvodo, oče pa ga je imenoval za nemškega kralja, uradno kralja Rimljanov, in ga leta 1237 kronal za italijanskega kralja Konrada IV. Po cesarjevi odstavitvi in smrti leta 1250 je Konrad do svoje smrti vladal kot sicilski kralj Konrad I. 

## Zgodnja leta
Bil je drugi otrok in edini preživeli sin cesarja Friderika II. in Izabele  (Jolande) II., kraljice Jeruzalema. Rojen je bil v Andriji v Kraljevini Siciliji. Po očetovi strani je bil vnuk  Henrika VI. Hohenstaufena, cesarja Svetega rimskega cesarstva, in pravnuk cesarja Friderika I. Barbarosse. V južni Italiji je živel do leta 1235, ko je prvič obiskal Nemško kraljestvo. V tem obdobju je njegovo Jeruzalemsko kraljestvo, ki mu je vladal oče kot regent prek pooblaščencev, mučila državljanska vojna. Oče je ostal regent do Henrikove polnoletnosti. 
Leta 1235 se je Konrad zaročil s hčerko bavarskega vojvode Otona II., ki je še pred poroko umrla. Konrad se je kasneje poročil z njeno sestro Elizabeto.

## Vzpon na oblast
Ko je cesar Friderik II. odstavil svojega najstarejšega sina in Konradovega uporniškega polbrata, kralja Henrika VII., ga je Konrad leta 1235 nasledil kot švabski vojvoda. Za rimskega kralja ni mogel biti izvoljen vse do cesarskega zbora na Dunaju leta 1237. Volivci na zboru so bili nadškofi Mainza, Trierja in Kölna, škofje Bamberga, Regensburga, Freisinga in Padove, palatin Rena, vojvoda Bavarske, kralj Češke, deželni grof Turingije in vojvoda Koroške. Naziv, ki ga rimski papež ni priznal, je napovedoval njegovo izvolitev za cesarja Svetega rimskega cesarstva. Nadškof Siegfried III. iz Mainza je bil kot nemški nadkancler določen za regenta mladoletnega kralja do leta 1242, ko je Friderik za regenta izbral turingijskega deželnega grofa Henrika Raspeja in češkega kralja Venčeslava I. Konrad je neposredno posegal v nemško politiko od okoli leta 1240 in leta 1241 vodil kratkotrajno protimongolsko križarsko vojno. 
Ko je papež Inocenc IV. leta 1245 Friderika izobčil in razglasil Konrada za odstavljenega, je Henrik Raspe podprl papeža in bil 22. maja 1246 izvoljen za kandidata za nemškega kralja. Henrik Raspe je avgusta 1246 v bitki pri Nidi (Frankfurtu) premagal Konrada, a je kljub temu imel v Nemčiji šibko širšo podporo. Nekaj mesecev pozneje je umrl. Kot kandidat ga je nasledil Viljem II. Holandski.
Leta 1246 se je Konrad poročil z Elizabeto, hčerko bavarskega vojvode  Otona II. Leta 1252 se jima je rodil sin Konradin. Leta 1250 je Konrad  s porazom Viljema Holandskega in njegovih renskih zaveznikov začasno umiril razmere v Nemčiji. 

## Italijanska kampanja
Ko je Friderik II. leta 1250 umrl, je Konradu predal Sicilijo in Nemčijo ter naziv jeruzalemskega kralja, vendar se je boj s papežem nadaljeval. Po neuspehih v Nemčiji leta 1251 se je Konrad odločil napasti Italijo v upanju, da bo ponovno pridobil bogate posesti svojega očeta, na katerih je kot regent deloval njegov polbrat Manfred. Januarja 1252 je z beneško floto napadel Apulijo in uspešno omejil Manfredovo oblast ter prevzel nadzor nad državo. Istega leta je Konrad med Hoftagom v Foggii izdal ustave, ki so temeljile na znanih primerih iz normanskih in zgodnjih štaufovskih časov. 
Po smrti Friderika II. so se v delih Sicilskega kraljestva začeli nemiri. Več mest se je poskušalo otresti kraljeve oblasti in Konrada prisililo na vojaški poseg. Oktobra 1253 so njegove čete osvojile Neapelj. Konrad je postopoma utrjeval svoj položaj v kraljestvu in mogočna centralizirana vlada, ki jo je oblikoval njegov oče, je zopet  učinkovito delovala. Zgodovinski viri kažejo, da se je Konrad poskušal spraviti s papežem, vendar do sporazuma ni prišlo. 
Papež je leta 1253 ponudil Sicilijo Edmundu Grbastemu, sinu angleškega kralja Henrika III., in 9. aprila 1254 Konrada izobčil. Podpora papežu v srednji Italiji je kljub temu upadala. Konrad je zbral vojsko za odločilen napad na Rim, a je 21. maja 1254 umrl zaradi malarije v svojem vojaškem taboru v Lavellu v Bazilikati. Manfred je nadaljeval boj s papeštvom, a ga je po uspehu v bitki pri Beneventu ubil Karel I. Anžujski. Konradov sin Konradin je poskušal ponovno zavzeti Sicilsko kraljestvo, a ga je Karel Anžujski v bitki pri Tagliocozzu porazil in kmalu zatem usmrtil. 
Konradova vdova Elizabeta se je zatem poročila s tirolskim grofom Majnhardom II., ki je leta 1286 postal koroški vojvoda. 
S Koradovo smrtjo leta 1254 se je začelo obdobje medvladja, v katerem nobenemu vladarju ni uspelo pridobiti nesporne oblasti v Nemčiji. Omeniti velja, da so mnogi knezi izkoristili to priložnost, in so si s svojim ogromnim bogastvom in relativno stabilnostjo pridobili večji vpliv v nasprotju z razdrobljeno monarhijo, ki se je izkazala za nekoliko nezanesljivo. Podobno so si mnogi plemiči pridobili večjo avtonomijo brez kraljevega nadzora. Medvladje se je končalo leta 1273 z izvolitvijo Rudolfa Habsburškega za kralja Rimljanov.